# Anthony Danze
Anthony Danze (Perth, 15 marzo 1984) è un calciatore australiano, centrocampista del Balcatta.
La sua famiglia è originaria di Sant'Angelo di Brolo, comune italiano della città metropolitana di Messina.

## Palmarès

### Club

#### Competizioni nazionali
- National Soccer League: 2

Perth Glory: 2003, 2004